# Kasımpaşa SK
Kasımpaşa Spor Kulübü – turecki klub piłkarski ze Stambułu. Gra na stadionie Recep Tayyip Erdoğan Stadyumu. Został założony w 1921 roku jako Altıntuğ. 

## Historia
30 maja 2007 zespół awansował do Süper Lig po raz drugi w historii, dzięki zwycięstwu w meczu barażowym przeciwko Altay SK. Kasımpaşa wygrał po serii rzutów karnych 4:3. Pobyt w najwyższej klasie rozgrywkowej trwał rok i w 2008 roku klub został zdegradowany. Po rocznej absencji, drużyna powróciła do Süper Lig. W sezonie 2010/2011 Kasımpaşa ponownie spadł do drugiego poziomu ligowego, jednak ponownie po jednym sezonie awansował.
W sezonie 2013/14 klub zajął 6. miejsce w najwyższej klasie rozgrywkowej Turcji.

## Obecny skład
Stan na 16 września 2022
| Nr | Poz. | Piłkarz                                         |
| -- | ---- | ----------------------------------------------- |
| 1  | BR   | Ertuğrul Taşkıran                               |
| 4  | OB   | Ryan Donk (kapitan)                             |
| 5  | OB   | Jeffrey Bruma                                   |
| 6  | OB   | Daniel Graovac                                  |
| 7  | NA   | Mamadou Fall                                    |
| 8  | NA   | Tunay Torun                                     |
| 9  | NA   | Bengali-Fodé Koita (wypożyczony z Trabzonsporu) |
| 10 | PO   | Haris Hajradinović                              |
| 11 | PO   | Yunus Mallı                                     |
| 12 | OB   | Mortadha Ben Ouanes                             |
| 13 | PO   | Valentin Eysseric                               |
| 14 | PO   | Oğuzhan Yılmaz                                  |
| 15 | OB   | Tarkan Serbest                                  |
| 17 | NA   | Ahmet Engin                                     |
| 18 | OB   | Sadık Çiftpınar                                 |

| Nr | Poz. | Piłkarz                                              |
| -- | ---- | ---------------------------------------------------- |
| 19 | NA   | Stéphane Bahoken                                     |
| 22 | BR   | Erdem Canpolat                                       |
| 23 | OB   | Feyzi Yıldırım                                       |
| 24 | PO   | Mickaël Tırpan                                       |
| 28 | OB   | Raoul Petretta                                       |
| 30 | PO   | Selim Dilli                                          |
| 35 | PO   | Aytaç Kara                                           |
| 41 | NA   | Berat Kalkan                                         |
| 58 | OB   | Yasin Özcan                                          |
| 59 | NA   | Bersant Celina (wypożyczony z Dijon FCO)             |
| 67 | BR   | Enes Sari                                            |
| 81 | PO   | Turgay Gemicibaşi (wypożyczony z Austrii Klagenfurt) |
| 94 | OB   | Florent Hadergjonaj                                  |
| 99 | PO   | Ali Demirel                                          |

### Piłkarze na wypożyczeniu
| Nr | Poz. | Piłkarz                                              |
| -- | ---- | ---------------------------------------------------- |
|    | NA   | Erdem Çetinkaya (w Bodrumsporze do 30 czerwca 2023)  |
|    | NA   | Ethem Erboğa (w Şanlıurfasporze do 30 czerwca 2023)  |
|    | NA   | Ahmet Demirli (w Artvin Hopaspor do 30 czerwca 2023) |
|    | NA   | Furkan Külekçi (w Edirnesporze do 30 czerwca 2023)   |
|    | OB   | Onur Ural (w İskenderun FK do 30 czerwca 2023)       |

| Nr | Poz. | Piłkarz                                                         |
| -- | ---- | --------------------------------------------------------------- |
|    | BR   | Murat Can Yıldız (w Etimesgut Belediyespor do 30 czerwca 2023)  |
|    | OB   | Furkan Yaşa (w Arguvan Belediyespor do 30 czerwca 2023)         |
|    | PO   | Hasan Emre Yeşilyurt (w Kırklarelisporze do 30 czerwca 2023)    |
|    | OB   | Taha Veysel Kemendi (w Arguvan Belediyespor do 30 czerwca 2023) |